# Maranthes corymbosa
Espèce
Statut de conservation UICN

 LC  : Préoccupation mineure
Maranthes corymbosa est une espèce de plantes à fleurs de la famille des Chrysobalanaceae. C'est un arbre.

## Description
Maranthes corymbosa est un arbre qui pousse jusqu'à 30 m de haut avec un diamètre de tronc pouvant atteindre 1,5 m. L'écorce lisse est gris-brun. Les fleurs sont roses, teintées de blanc. Les fruits, comestibles, sont ellipsoïdes et mesurent jusqu'à 4 cm de long. Le bois est utilisé localement dans la construction,.

## Répartition et habitat
Ce taxon se rencontre dans les pays suivants : Australie, Brunei, Indonésie, Malaisie, Panama, Singapour, Thaïlande, Timor oriental, États fédérés de Micronésie, Îles Salomon.
Maranthes corymbosa pousse naturellement en Thaïlande, en Malaisie, aux Îles Salomon, aux Îles Caroline et en Australie,,. On la trouve également au Panama. Son habitat est constitué de forêts du niveau de la mer jusqu'à 1 500 m d'altitude relevé fréquemment dans la formation de grès d'Angwa,.

## Systématique
Le nom correct complet (avec auteur) de ce taxon est Maranthes corymbosa Blume.
Maranthes corymbosa a pour synonymes :
- Exitelia corymbosa (Blume) Blume
- Exitelia multiflora (Korth.) Walp.
- Ferolia corymbosa (Blume) Kuntze
- Ferolia griffithiana (Benth.) Kuntze
- Ferolia minutiflora Kuntze
- Ferolia salicifolia (C.Presl) Kuntze
- Grymania salicifolia C.Presl
- Maranthes multiflora Korth.
- Maranthes speciosa Miq.
- Parinari corymbosa (Blume) Miq.
- Parinari griffithiana Benth.
- Parinari maranthes Blume
- Parinari multiflora (Korth.) Miq.
- Parinari palauensis Kaneh.
- Parinari petiolata Malm
- Parinari racemosum Vidal
- Parinari salicifolia (C.Presl) Miq.
- Parinarium griffithianum Benth.
- Petrocarya griffithiana (Benth.) Miers
- Petrocarya maranthes (Blume) Miers
- Polyalthia pulchrinervia Boerl.

## Étymologie
L'épithète spécifique corymbosa dérive du grec ancien κόρυμβος, kórumbos, « grappe de fruit en forme de pyramide », et fait référence aux inflorescences groupées.